# Cornelia Schmalz-Jacobsen

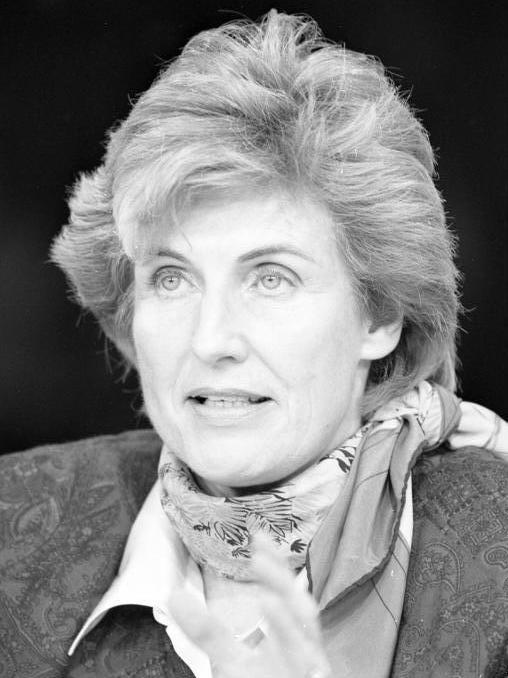
Cornelia Schmalz-Jacobsen 1990

Cornelia Schmalz-Jacobsen (* 11. November 1934 als Cornelia Helmrich in Berlin) ist eine deutsche Politikerin (FDP) und Journalistin. Sie war von 1985 bis 1989 Senatorin für Jugend und Familie von West-Berlin, von 1988 bis 1991 Generalsekretärin der Bundes-FDP, von 1990 bis 1998 Mitglied des Deutschen Bundestages und von 1991 bis 1998 Ausländerbeauftragte der Bundesregierung.

## Leben
Schmalz-Jacobsen wuchs in Berlin-Charlottenburg auf. Ihre Eltern Donata und Eberhard Helmrich halfen während der NS-Zeit jungen Jüdinnen: Der Vater, der als Gebietslandwirt in Galizien eingesetzt war, stattete sie mit falschen Papieren aus, die sie als „Arier“ auswiesen, und schickte sie nach Berlin, wo die Mutter sie als Hausmädchen bei nicht eingeweihten Familien unterbrachte. Beide wurden in der Gedenkstätte Yad Vashem als Gerechte unter den Völkern geehrt. 
Cornelia verbrachte die beiden letzten Jahre des Zweiten Weltkriegs bei einem Onkel und dessen Frau auf der Ostsee-Halbinsel Darß. In ihrem Buch Russensommer von 2016 hat Schmalz-Jacobsen ihre Erinnerungen an das Kriegsende und die Befreiung vom Nationalsozialismus durch die Rote Armee festgehalten. Über ihre Erfahrung mit russischen Soldaten hat sie sich sehr positiv geäußert. Der Vater wanderte nach Kriegsende in die USA aus. Nach dem neusprachlichen Abitur 1954 absolvierte Schmalz-Jacobsen ein Gesangs- und Sprachenstudium in Berlin, Perugia und Rom sowie anschließend ein Volontariat beim Sender Freies Berlin. Seit 1962 ist sie als Journalistin tätig.

## Partei und öffentliche Ämter
Seit 1968 ist Schmalz-Jacobsen Mitglied der FDP. Sie gehörte von 1972 bis 1985 dem Stadtrat von München an. Von 1985 bis 1989 war Schmalz-Jacobsen in West-Berlin Senatorin für Jugend und Familie im schwarz-gelben Senat Diepgen II. Als Jugendsenatorin gab sie dem Psychologen Helmut Kentler ein Gutachten über Homosexuelle als Pflegeeltern in Auftrag. In dem Gutachten des Psychologen findet sich eine Empfehlung für Sex mit Schutzbefohlenen. Eine spätere Anfrage zu dem Sachverhalt beließ Schmalz-Jacobsen unbeantwortet.
Von 1988 bis 1991 war sie dann FDP-Generalsekretärin und von 1995 bis 1998 stellvertretende Bundesvorsitzende der FDP. Von 1990 bis 1998 war sie Mitglied des Deutschen Bundestages. Sie war jeweils über die Landesliste Bayern in den Deutschen Bundestag eingezogen. Von 1991 bis 1998 war Cornelia Schmalz-Jacobsen Beauftragte der Bundesregierung für die Belange der Ausländer.
Unterlagen über ihre Tätigkeit als Mitglied des Deutschen Bundestages sowie für die FDP aus den Jahren 1985 bis 2004 befinden sich im Archiv des Liberalismus der Friedrich-Naumann-Stiftung für die Freiheit in Gummersbach.

## Familie
Schmalz-Jacobsen ist die Enkelin von Ernst Hardt und Urenkelin von Konstantin von Hößlin, sie ist die Tochter von Donata Hardt und Eberhard Helmrich. Sie war verheiratet und hat drei Kinder.
In ihrem Buch Zwei Bäume in Jerusalem schreibt sie „über den selbstverständlichen Widerstand“, den die Eltern der Autorin, Donata und Eberhard Helmrich, im Nationalsozialismus geleistet haben. Beide wurden unabhängig voneinander in Yad Vashem, der israelischen Holocaust-Gedenkstätte, geehrt. Dort, in der ‚Allee der Gerechten‘, erinnern zwei Bäume mit ihren Namen „an die mutigen Rettungsaktionen der Helmrichs.“

## Ehrenamtliches Engagement
- Cornelia Schmalz-Jacobsen ist stellvertretende Vorsitzende der Vereinigung Gegen Vergessen – Für Demokratie.
- Bis 2009 war sie Vorsitzende des deutschen Vereins Humanity in Action und ist seitdem Mitglied im Vorstand. 2012 wurde sie Ehrenvorsitzende.
- Von 1997 bis 2014 war sie Mitglied im Kuratorium der Friedrich-Naumann-Stiftung für die Freiheit.

## Veröffentlichungen (Auswahl)
- Leichter Einstieg, schwerer Ausstieg. In: Caroline Y. Robertson-von Trotha (Hrsg.): Rechtsextremismus in Deutschland und Europa. Rechts außen – Rechts „Mitte“? (= Reihe Kulturwissenschaft interdisziplinär. Band 7). Nomos, Baden-Baden 2011, ISBN 978-3-8329-5817-6, S. 151–155.
- Zwei Bäume in Jerusalem. Reihe: Publikationen der Gedenkstätte Stille Helden. 2. Auflage. Metropol, Berlin 2013, ISBN 3-86331-144-2. Zuerst: Hoffmann & Campe, Hamburg 2002, ISBN 3-455-09378-7. Als TB: Heyne, 2004, ISBN 3-453-87933-3.
  - auch in: Im Spiegel der Zeit. Reader’s Digest, Stuttgart 2004, ISBN 978-3-89915-221-0 (darin als letzter von vier Artikeln).
- Russensommer. Meine Erinnerungen an die Befreiung vom NS-Regime. C. Bertelsmann, München 2016, ISBN 978-3-570-10311-1.